# Seznam kovin
Seznam kovin

## Alkalijske kovine
litij, natrij, kalij, rubidij, cezij, francij

## Alkalijske zemeljske kovine
berilij, magnezij, kalcij, stroncij, barij, radij

## Prehodne kovine
skandij, itrij, lantan, aktinij, titan, cirkonij, hafnij, raderfordij, vanadij, niobij, tantal, dubnij, krom, molibden, volfram, siborgij, mangan, tehnicij, renij, borij, železo, rutenij, osmij, hasij, kobalt, rodij, iridij, majtnerij, nikelj, paladij, platina, darmštatij, baker, srebro, zlato, cink, kadmij, živo srebro

## Mehke kovine
aluminij, galij, indij, kositer, talij, svinec, bizmut

## Lantanoidi
lantan, cerij, prazeodim, neodim, prometij, samarij, evropij, gadolinij, terbij, disprozij, holmij, erbij, tulij, iterbij

## Aktinoidi
aktinij, torij, protaktinij, uran, neptunij, plutonij, americij, kirij, berkelij, kalifornij, einsteinij, fermij, mendelevij, nobelij, lavrencij